# Операція «Одіссея. Світанок»
Операція «Одіссея. Світанок» (Operation Odyssey Dawn) — військова операція коаліційних сил проти режиму лідера Лівії Муаммара аль-Каддафі.

## Учасники

### США

#### Корабельний склад
- Командний корабель USS Mount Whitney
- Універсальний десантний корабель USS Kearsarge (LHD-3)
- Десантний вертольотоносець USS Ponce (LPD-15)
- Есмінець USS Barry (DDG-52)
- Есмінець USS Stout (DDG-55)
- Субмарина USS Providence (SSN-719)
- Субмарина USS Scranton (SSN-756)
- Субмарина USS Florida (SSGN-728)

#### Авіація
- Винищувачі-бомбардувальники F-15E (10 од.)
- Багатофункціональний легкий винищувач F-16C (8 од.)
- Штурмовик AV-8B Harrier II (4 од.)
- Палубний літак РЕБ EA-18G
- Стратегічний бомбардувальник B-2 (3 од.)
- Висотний літак-розвідник Lockheed U-2
- Літак підтримки сухопутних підрозділів AC-130U (2 од.)

#### Підрозділи
- 22 експедиційна група Корпусу морської піхоти США
- 26 експедиційна група Корпусу морської піхоти США

### Велика Британія

#### Корабельний склад
- Фрегат HMS Westminster (F237)
- Фрегат HMS Cumberland (F85)
- Субмарина HMS Triumph (S93)

#### Авіація
- Бойові літаки Panavia Tornado (6 од.)
- Багатоцільові винищувач Eurofighter Typhoon (12 од.)
- Літак РЛВ Boeing E-3 Sentry
- Літак-носій системи управління та розвідки Raytheon Sentinel
- Літак-заправник Vickers VC10
- Літак-заправник Lockheed TriStar (RAF)
- Гелікоптери Westland Lynx (2 од.)

### Канада

#### Корабельний склад
- Фрегат HMCS Charlottetown (FFH 339)

#### Авіація
- Винищувачі-бомбардувальники CF-18 Hornet (6 од.)
- Військово-транспортні літаки McDonnell Douglas C-17 Globemaster III (2 од.)
- Військов-транспортні літаки Lockheed Martin C-130J Super Hercules (2 од.)
- Військово-транспортний літак Airbus CC-150 Polaris
- Гелікоптер Sikorsky CH-124 Sea King.

### Франція

#### Корабельний склад
- Фрегат Forbin (D620)
- Фрегат Jean Bart (D615)
- Фрегат Dupleix (D641)
- Фрегат Aconit (F 713)
- Авіаносець Charles de Gaulle (R91)

#### Авіація
- Багатоцілові винищувачі Dassault Rafale (16 од.)
- Ударні винищувачі-бомбардувальники Dassault Mirage 2000 (4 од.)
- Надзвукові палубні штурмовики Dassault-Breguet Super Étendard (6 од.)
- Літаки-заправники Boeing KC-135 Stratotanker (6 од.)
- Літак ДРЛВ Boeing E-3 Sentry
- Літаки ДРЛВ Grumman E-2 Hawkeye (2 од.)
- Військово-транспортний літак Transport Allianz C.160 Transall
- Гелікоптер Aérospatiale AS.365 Dauphin (2 од.)
- Гелікоптери Sud-Aviation Alouette III (2 од.)

### Іспанія

#### Корабельний склад
- Фрегат Álvaro de Bazán F100
- Субмарина Tramontana (S74)

#### Авіація
- Палубні винищувачі-бомбардувальники F-18 (4 од.)
- Військово-транспортний літак CASA CN-235
- Літак-заправник Álvaro de Bazán F100

### Італія

#### Корабельний склад
- Фрегат Evro
- Патрульний корабель Libra
- Допоміжний корабель Etna

#### Авіація
- Бойові літаки Panavia Tornado (4 од.)

### Данія

#### Авіація
- Багатофункціональні легкі винищувачі F-16 (6 од.)
- Військов-транспортний літак C-130J-30

### Бельгія

#### Корабельний склад
- Тральщик Narcis (M923)

#### Авіація
- Багатофункціональні легкі винищувачі F-16 (6 од.)

### Греція

#### Корабельний склад
- Фрегат Limnos
- Фрегат Themistoklis

#### Авіація
- Багатофункціональні легкі винищувачі F-16 (4 од.)
- Літак ДРЛВ Embraer R-99

### Норвегія

#### Авіація
- Багатофункціональні легкі винищувачі F-16 (6 од.)
- Береговий патрульний літак Lockheed P-3 Orion

### Катар

#### Авіація
- Ударні винищувачі-бомбардувальники Dassault Mirage 2000 (4 од.)

### Туреччина

#### Корабельний склад
- Фрегат F-243 Yildirim (Meko)
- Фрегат F-244 Barbaros (Meko)
- Фрегат F-490 Gaziantep (Perry)
- Фрегат F-492 Gemlik (Perry)
- Допоміжне судно A-580 Akar
- Субмарина S-350 Yldray (Type 209)